# أندرو بنتلي
أندرو بنتلي (بالفرنسية: Andrew Bentley) هو لاعب دوري الرغبي فرنسي، ولد في 13 مايو 1985 في أوكلاند في نيوزيلندا.

## روابط خارجية
- أندرو بنتلي على موقع ItsRugby.co.uk (الإنجليزية)